# Siphonolaimus obtusicaudatus
Siphonolaimus obtusicaudatus is een rondwormensoort uit de familie van de Siphonolaimidae. De wetenschappelijke naam van de soort is voor het eerst geldig gepubliceerd in 1930 door Allgén.